# Вавилонська астрономія

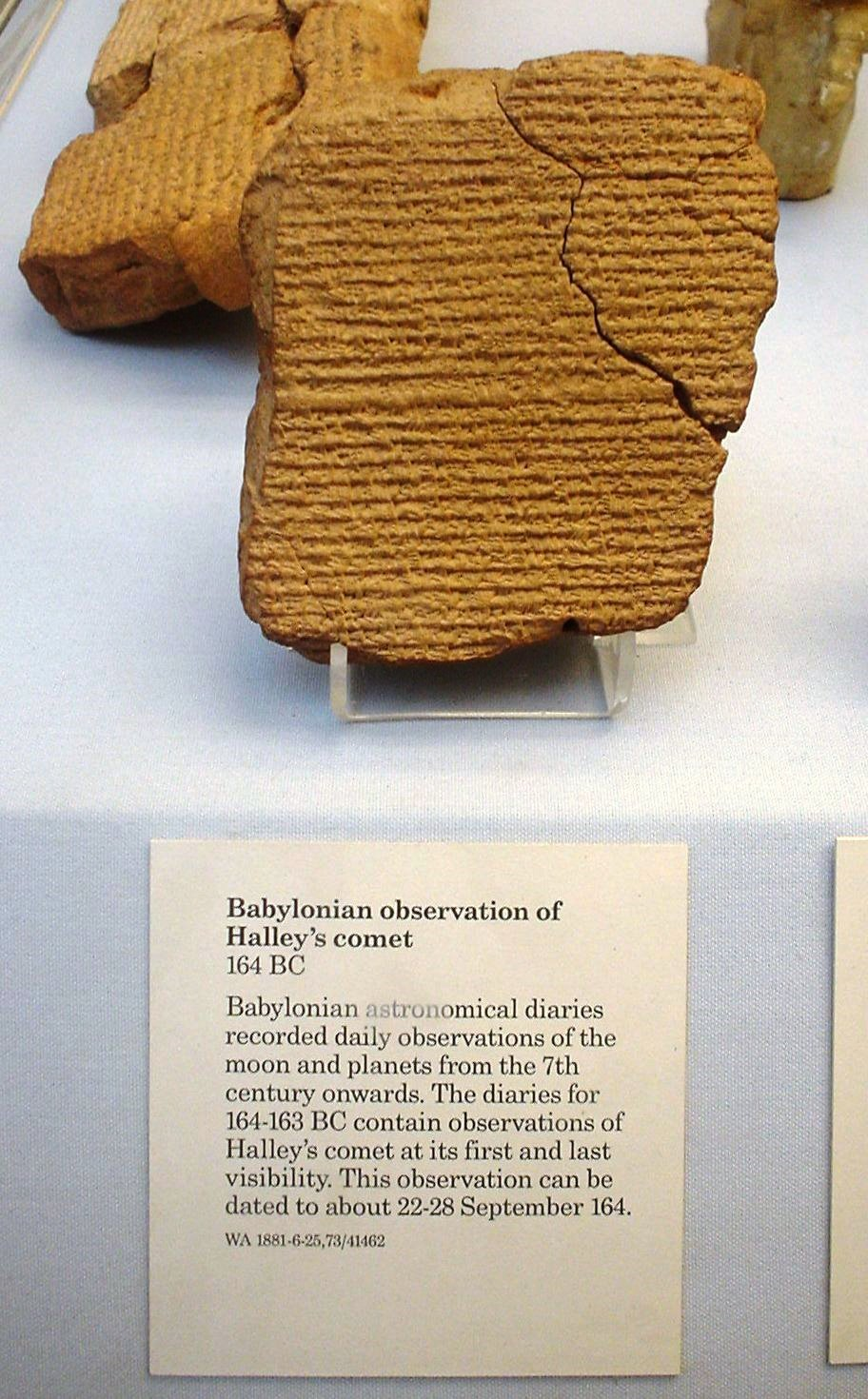
Вавилонська табличка на якій зафіксовано появу комети Галлея 164 р. до н.е.

Вавилонська астрономія - астрономія держави Стародавнього Вавилона. Завдяки тому, що вавилоняни вели астрономічні спостереження століттями, вавилонська астрономія досягла великих успіхів в календарній системі і астрономічних спостереженнях, вавилонські астрономи навіть могли передбачати затемнення.

## Передумови і причини розвитку
Вавилонська астрономія була тісно переплетена з астрологією. Безліч спостережень робилося не заради наукових досліджень, а в астрологічних цілях. Також астрономія була необхідна для розвитку календарної системи, яка давала можливість відраховувати час. Крім того, розвиток астрономії заохочував вавилонський цар Хаммурапі.
Ще до розвитку вавилонської астрономії, держави Шумера і Аккада, які передували вавилонській державі, досягли великих успіхів в астрономії. Вавилоняни використовували ці досягнення як основу своєї власної астрономії.

## Обсерваторії
Шумеро-аккадські і вавилонські астрономи, які були також жерцями, спостерігали небо за допомогою спеціальних веж-обсерваторій, які, як правило, були розміщені в зикуратах.
Ці вежі були у всіх шумеро-аккадских і вавилонських містах, про що свідчать знахідки руїн цих веж.

## Астролябії
Вавилонські астролябії не мають жодного стосунку до античного астрономічного інструменту з такою ж назвою «астролябія». Цей термін стосується найдавнішої відомої групи клинописних астрономічних текстів, що датуються кінцем ІІ тисячоліття до н.е. і аж до елліністичного періоду. Головна мета астролябій — назвати три зірки (або сузір'я та планети), які сходять кожного місяця вавилонського місячного року, тим самим створюючи перелік із 36 місяців-зірок (3 зірки — 12 місяців). Для кожного місяця є одна зірка для кожного з трьох східно-західних зоряних шляхів месопотамських небес — Шлях Енліля (царя богів) на півночі; Шлях Ану (царя небес) вздовж небесного екватора та південний Шлях Еа (царя підземного океану). Цей намір не завжди відповідає фактичним подіям на небі над Месопотамією, до того ж деякі призначення зірок місяцям, очевидно, відображають радше теологічні, ніж астрономічні міркування. Прикладом цього є призначення зірки вавилонського царя богів Мардука центральному Шляху Ану в самому кінці року. Ще однією проблемою є використання планет як зірок-місяців, хоча планети не сходять одночасно щороку. Отже, можливо, що астролябії призначені для опису ідеального року, можливо, навіть року створення світу.
Найповнішим текстом у групі астролябій є Берлінська астролябія, широко відома як «Astrolabe B», яка містить чотири окремі розділи: 
- Розділ I, менологія, в якій 10 місяцям року призначаються місяці-зірки;
- Розділ II, зоряний каталог, що містить 36 зірок (12 зірок для кожного зі Шляхів Ану, Еа та Енліля);
- Розділ III, список астролябії, що називає 36 місяців-зірок (1 зірка для кожного шляху на місяць), в якому перелік зірок дещо відрізняється від Розділу II;
- Розділ IV, список 36 зірок, що сходять і заходять, в якому зірки Розділу III сходять на своєму шляху у призначеному їм місяці, а потім заходять через шість місяців.

Враховуючи, що 36 місячних зірок мають сходити у відповідний місячний місяць, астролябії можна використовувати як допоміжний засіб для визначення інтервалів між місячними роками на основі спостережень за Місяцем і зірками. Астрономічні прикмети серії Енума Ану Енліль поширюють ці принципи на сферу астрології. Тут, якщо зірки астролябії сходять в очікуваний час, прикмети добрі, і навпаки, якщо вони не сходять, прикмети погані.
Решту текстів групи астролябій можна визначити як ті тексти, які дублюють та/або пропонують паралелі з чотирма розділами «Astrolabe B». Хоча «Astrolabe B» є одним з найдавніших джерел у групі, датуючи приблизно 1180 р. до н. е., існують два попередники розділів «Astrolabe B», які можуть бути на 150–200 років старшими. Численні зразки цієї групи збереглися протягом І тисячоліття до н. е., аж до елліністичного періоду. Серед них два зразки фрагментарних планісфер VII ст. до н.е., які пропонують діаграми набору з 36 зірок астролябії, з числовим значенням, призначеним кожній зірці, яке стосується тривалості дня та ночі протягом місяців року.

## Досягнення
Завдяки багатовіковим спостереженнями, вавилонські астрономи розробили свій власний календар. Вавилоняни ділили день на 12 годин, а годину на 30 хвилин, рік у них складався з 365 днів. Вирахування вавилонських астрономів вкрай точні, їх можуть використовувати і сучасні вчені.
Основну увагу вавилонські астрономи приділяли руху зірок і планет. Їх знання в області руху небесних світил були дуже розвинені, точність, з якою вони обчислювали рухи небесних світил, була дуже висока.
Вавилонські астрономи могли пророкувати затемнення і мали уявлення про випередження рівнодення. Свого розквіту вавилонська астрономія досягла в  VIII - VI століттях до н. е. При правлінні царя Навуходоносора вавилонська астрономія досягла нових успіхів, зокрема був виділений зодіак.
Грецька астрономія розвивалася під сильним впливом вавилонської. Давньогрецькі астрономи копіювали у вавилонян записи й обчислення, а також запозичили деякі астрономічні прилади.